# Blocco studentesco
Il Blocco Studentesco (BS) è un'associazione studentesca italiana d'ispirazione neofascista operante all'interno di scuole superiori e università. Emanazione di CasaPound Italia, è presente in 54 città italiane.

## Storia ed attività

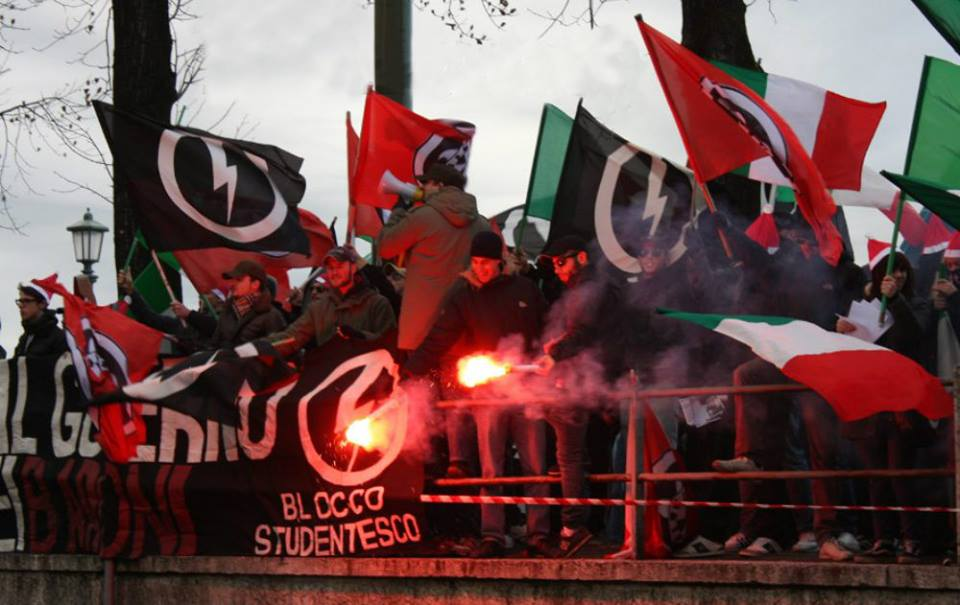
Una manifestazione del Blocco studentesco

### Scuola superiore
Blocco Studentesco fu fondato a Roma il 12 settembre 2006 all'interno di CasaPound come suo organo studentesco e nel novembre dello stesso anno prese parte alle elezioni scolastiche romane suscitando polemiche per la sua caratterizzazione neofascista. Nel dicembre occupò per sei giorni il liceo scientifico "Farnesina" di Roma.
Alle elezioni studentesche del 2008 la lista di BS vide un aumento di consensi rispetto all'anno precedente; in particolare a Roma, con un eletto alla Consulta provinciale degli studenti, appoggiato anche da Azione Studentesca. L'Unione degli Studenti chiese l'annullamento delle elezioni, ritenendo "illegittime le liste neofasciste", creando poco dopo una "contro-consulta".
Nel 2008 gli studenti del Blocco Studentesco parteciparono alla contestazione del decreto Gelmini, ma furono accusati dall'Unione degli studenti, sindacato scolastico di sinistra, di voler egemonizzare la protesta guadagnandosi con la forza le prime file dei cortei. Nel corso di un sit-in in piazza Navona a Roma, il 29 ottobre 2008, si accese un confronto tra membri di BS e un gruppo di studenti antifascisti. Si giunse in breve allo scontro fisico con armi improprie da ambo le parti. La polizia disperse i dimostranti ed effettuò numerosi fermi da entrambe le parti.

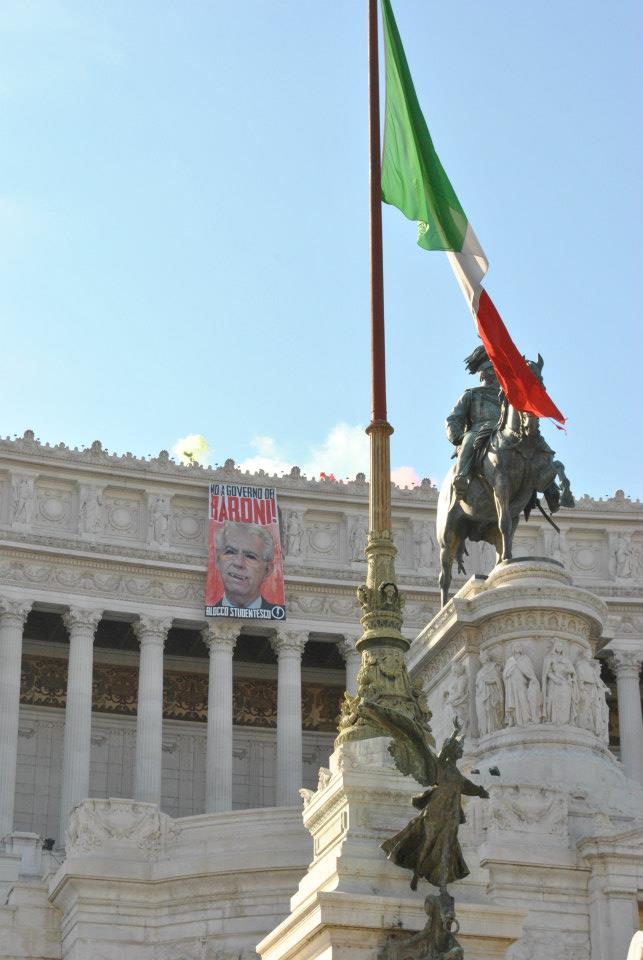
Azione del Blocco Studentesco all'Altare della Patria l'8 ottobre 2012

Nel 2009, alle elezioni studentesche, il Blocco Studentesco arrivò alla presidenza della Consulta provinciale degli studenti in alcune città, e raccogliendo a Roma, nelle elezioni per la Consulta, oltre 11.000 voti, pari al 28% del totale, portando al suo interno circa 100 rappresentanti.
A Verona il Blocco Studentesco incontra prima l'assessore regionale alla Pubblica Istruzione Elena Donazzan, alla quale viene consegnato un documento con proposte per la Legge sulla Scuola del Veneto, e, nel marzo 2010, anche il Ministro dell'istruzione, dell'università e della ricerca Mariastella Gelmini.
L'8 ottobre 2012 al Vittoriale membri del Blocco Studentesco appendono un'immagine "vampirizzata" di Mario Monti con sopra scritto "no al governo dei baroni"; tale gesto è stato fatto, a detta del BS, come atto di protesta "contro il governo dei banchieri" e contro la "spending review che colpisce scuole e università".
Nel novembre del 2014 a Roma oltre 500 esponenti del Blocco Studentesco manifestano insieme agli studenti di vari istituti della zona di Torrevecchia per protestare contro gli atti di violenza commessi nei giorni precedenti da alcuni rom del vicino campo nomadi. Si verificano alcune polemiche in seguito all'accusa mossa ai manifestanti da parte della cooperativa ARCI che gestisce il campo nomadi di non aver permesso agli studenti rom di recarsi a scuola, versione però successivamente smentita da una comunicazione ufficiale della Questura di Roma.
Nel 2017, alle elezioni studentesche, il Blocco Studentesco ottenne 56.000 voti fra gli istituti di tutta Italia riuscendo ad eleggere 200 fra rappresentanti d'Istituto e membri delle consulte provinciali.

### Università
Nel 2008 il Blocco studentesco avvia la propria attività anche in ambito universitario, puntando su un programma simile a quello delle scuole superiori: difesa della natura pubblica delle università, miglioramento dei servizi, riduzione degli adempimenti burocratici, aumento del numero e dei poteri dei rappresentanti degli studenti. Negli anni successivi correrà per la prima volta alle elezioni sia per gli organi di ateneo che nazionali, diventando nel 2012 tra i primi movimenti studenteschi presso l'università di Roma "Tor Vergata", eleggendo svariati consiglieri di facoltà in tutta la penisola, non riuscendo però a piazzare alcun proprio rappresentante all'interno del Consiglio nazionale degli studenti universitari (CNSU).

#### Risultati al CNSU
| Circoscrizione II: Nord-Ovest | Voti | %    | Seggi |
| 2010                          | 955  | 3,05 | 0     |

| Circoscrizione III: Centro | Voti  | %    | Seggi |
| 2010                       | 1.891 | 4,26 | 0     |

| Circoscrizione IV: Sud | Voti | %    | Seggi |
| 2010                   | 970  | 1,09 | 0     |

| Totale nazionale | Voti  | %    | Seggi |
| 2010             | 3.816 | 1,90 | 0     |

## Simbolo

Bandiera dell'Unione Britannica dei Fascisti

Il simbolo del Blocco Studentesco è un fulmine cerchiato. Il fulmine bianco è collegato ad un cerchio (anch'esso bianco) su uno sfondo nero, tutta questa la figura è circondato da un sottile cerchio nero. A detta del BS il suo significato è il seguente "Il fulmine che dal cerchio discende per sintesi naturale e diretta ne incarna dunque la determinazione, la capacità di dare voce, volto alla comunità, in una parola ne rappresenta la capacità di farsi azione nel mondo. Il fulmine è la forza che scaturisce dall’essere unità". Talvolta questo simbolo è rappresentato circondato da un ulteriore cerchio di colore rosso.
Esso è un riferimento al simbolo dell'Unione Britannica dei Fascisti fondata da Oswald Mosley, noto politico fascista britannico.